# 문수천
문수천(文殊川)은 울산광역시 울주군 삼동면 둔기리의 관음저수지에서 발원하여 남류하고 앵두나무골 부근에서 서류하다가 울산광역시 울주군 삼동면에서 태화강의 지류인 둔기천에 흘러드는 하천이다.